# Innocentius XIII
Innocentius XIII, född Michelangelo dei Conti 13 maj 1655 i Poli nära Rom, död 7 mars 1724 i Rom, var påve från den 8 maj 1721 till sin död.

## Biografi
Liksom ett antal andra påvar var Michelangelo dei Conti född i Poli i närheten av Rom. Han tillhörde släkten Conti di Segni, och släktvapnet ingick senare i hans påvliga vapen. Hans far Carlo II var hertig av Poli.
Efter studier vid La Sapienza introducerades han vid kurian av Alexander VIII, som 1690 lät honom bära baretten och svärdet hos doge Francesco Morosini i Venedig. År 1695 blev han titulärbiskop av Tarsus, blev samma år nuntius i Luzern (1695) och senare i Lissabon (1697–1710). Han blev den 17 maj 1706, under Clemens XI, kardinal och mottog 1711 Santi Quirico e Giulitta som titelkyrka. Han fick förordnande över församlingen i Osimo och senare Viterbo, men han avgick av hälsoskäl. När Clemens dog efterträdde han denne som påve den 8 maj 1721 efter en stormig konklav. Conti var då en högt aktad man, för sin lärdom och vänlighet. Sitt påvenamn tog han till minne av Innocentius III, som också han var född i Poli.

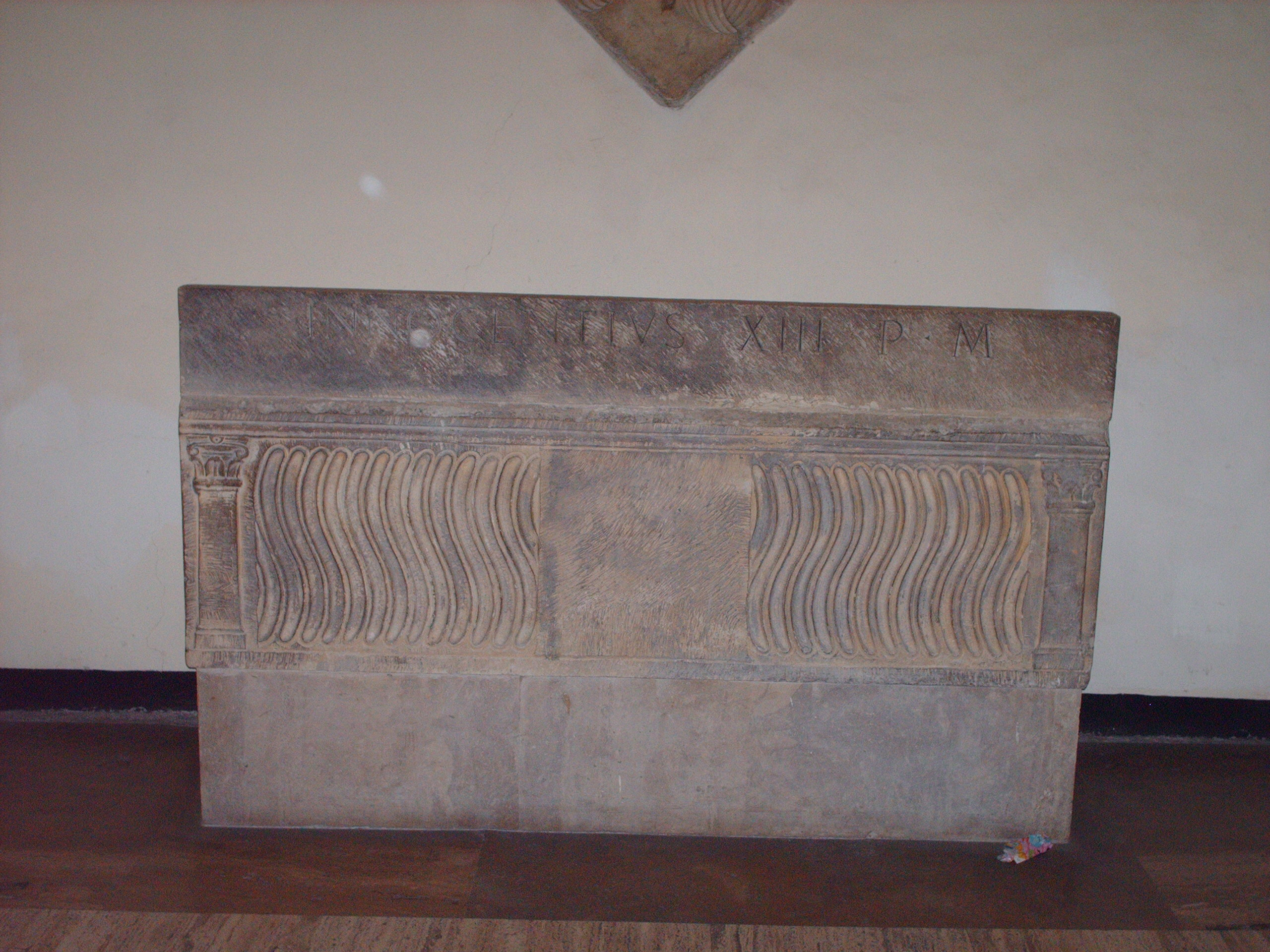
Innocentius XIII:s grav i Grotte Vaticane, Peterskyrkan.

Innocentius XIII förbjöd Jesuitorden att fullfölja sin mission i Kina, och bestämde att inga nya medlemmar skulle upptas i orden. Oviljan mot jesuiterna brukar antas ha grundlagts under tiden som diplomat i Portugal. Hans ställningstagande i detta ledde till att några franska biskopar vände sig till honom med en förfrågan att han skulle upphäva bullan Unigenitus i vilken jansenismen och Pasquier Quesnels läror förbjöds, men detta gjorde de förgäves. Han var dock svag nog att upphöja premiärministern Guillaume Dubois till kardinal.
I likhet med sina företrädare tog Innocentius parti för pretendenten till den brittiska tronen, Jacob III. Han stödde också Venedig och Malta mot turkarna. Farhågorna att han skulle hemfalla åt nepotism var grundlösa så när som på att han utsåg sin bror Bernardo Maria Conti till kardinal.

### Webbkällor
- Ott, Michael. ”Pope Innocent XIII”. Catholic Encyclopedia. New Advent. https://www.newadvent.org/cathen/08023a.htm. Läst 10 februari 2021.